# گوگل پلی بوکس
گوگل پلی بوکس (به انگلیسی: Google Play Books) که قبلاً گوگل ای‌بوکس (Google eBooks) نام داشت، یک سرویس توزیع دیجیتال کتاب الکترونیکی است که توسط گوگل اداره می‌شود، بخشی از خط تولید گوگل پلی است. کاربران می‌توانند بیش از پنج میلیون عنوان کتابهای الکترونیکی و کتابهای صوتی را از گوگل پلی خریداری کنند. همچنین کاربران می‌توانند تا ۲۰۰۰ کتاب الکترونیکی را در قالب فایل‌های پی‌دی‌اف یا ئی‌پاب در گوگل پلی بوکس بارگذاری کنند. گوگل ادعا می‌کند که این برنامه «بزرگترین مجموعه کتاب‌های الکترونیکی در جهان» است.
گوگل پلی بوکس در دسامبر ۲۰۱۰ راه اندازی شد. همچنین در ژوئن ۲۰۱۱، یک برنامه وابسته راه اندازی کرد، که به صاحبان وب سایت‌ها اجازه می‌دهد با مراجعه به فروشگاه کتاب‌های الکترونیکی گوگل که در آن زمان نامیده می‌شد، کمیسیون بدست آورند. با این حال، برنامه فروش مجدد در آوریل ۲۰۱۲ به پایان رسید، گوگل اظهار داشت که این برنامه «مورد توجهی قرار نگرفته‌است» و «نیاز بسیاری از خوانندگان یا کتابفروشان را برآورده نمی‌کند». برنامه وابسته برای ثبت نام جدید در فوریه ۲۰۱۲ بسته شد، گوگل اعلام کرد که ابتکار عمل را کاهش می‌دهد و آن را خصوصی و فقط دعوت می‌کند.
برنامه اندروید موبایل از زمان معرفی خود چندین بروزرسانی قابل توجه داشته‌است، از جمله حالت‌های مختلف خواندن با کنتراست رنگی، پشتیبانی از برجسته سازی متن و یادداشت برداری، نمای بزرگنمایی با صفحه آسان برای لغزاندن صفحه در تلاش برای بهبود تجارب مطالعه کتاب‌هایی که خوانده نشده‌اند جلد به جلد، حالت پیمایشی عمودی برای کتاب‌های مصور، ویژگی "Night Light" که به تدریج نور آبی را فیلتر می‌کند تا خستگی چشم را پس از غروب آفتاب کاهش دهد، استفاده از فناوری‌های تصویربرداری یادگیری ماشین برای گسترش حباب‌های گفتار در کمیک‌ها و گوش دادن به کتاب‌های صوتی.
از آنجا که فروشگاه پلی بوکس به دلیل داشتن محتوای سرقت غیرقانونی مورد توجه قرار گرفته بود، گوگل در سال ۲۰۱۵ ثبت نام جدید در برنامه ناشر خود را متوقف کرد. این برنامه فقط در سال ۲۰۱۸ مجدداً باز شد، هنگامی که یک فرایند خودکار برای رد کردن کتابهایی که حاوی متن گسترده کپی شده از کتابهای دیگر موجود در فروشگاه بود، در آن گنجانده شد.

## دسترسی جغرافیایی

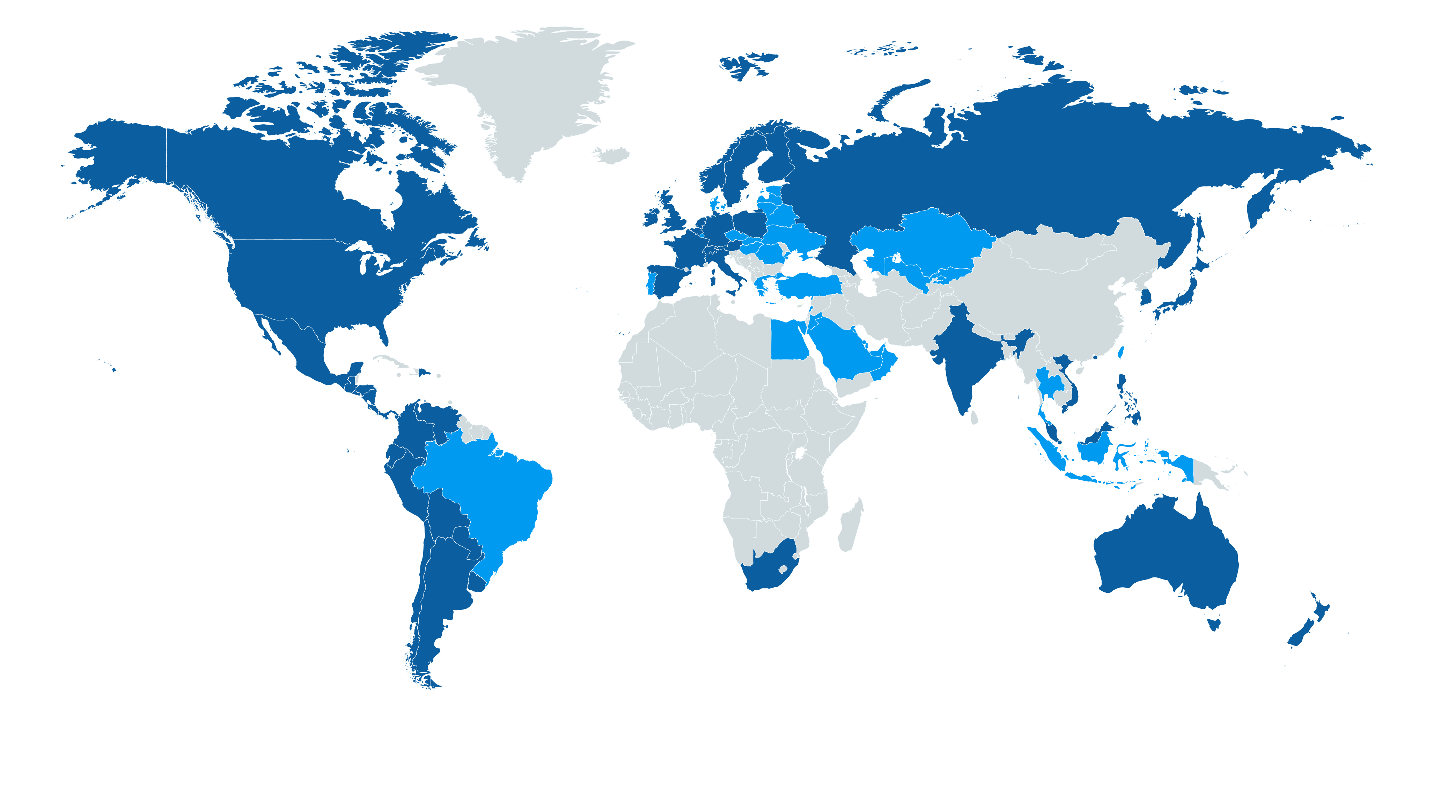
در دسترس بودن جهانی گوگل پلی بوکس

خرید کتاب از گوگل پلی در حال حاضر در ۷۵ کشور پشتیبانی می‌شود. لیست کامل کشورها شامل: آرژانتین، استرالیا، اتریش، بحرین، بلاروس، بلژیک، بولیوی، برزیل، کانادا، شیلی، کلمبیا، کاستاریکا، جمهوری چک، دانمارک، جمهوری دومینیکن، اکوادور، مصر، السالوادور، استونی، فنلاند، فرانسه، آلمان، یونان، گواتمالا، هندوراس، هنگ کنگ، مجارستان، هند، اندونزی، ایرلند، ایتالیا، ژاپن، اردن، قزاقستان، کویت، قرقیزستان، لتونی، لبنان، لیتوانی، لوکزامبورگ، مالزی، مکزیک، هلند، نیوزیلند، نیکاراگوئه، نروژ، عمان، پاناما، پاراگوئه، پرو، فیلیپین، لهستان، پرتغال، قطر، رومانی، روسیه، عربستان سعودی، سنگاپور، اسلواکی، آفریقای جنوبی، کره جنوبی، اسپانیا، سوئد، سوئیس، تایوان، تایلند، ترکیه، اوکراین، امارات متحده عربی، انگلستان، ایالات متحده، اروگوئه، ازبکستان، ونزوئلا و ویتنام.